# Coua cristata
Coua cristata е вид птица от семейство Cuculidae.

## Разпространение
Видът е разпространен в Мадагаскар.